# Dūl Golāb
Dūl Golāb (persiska: دول گُلاب, دول گلاب) är en ort i Iran.   Den ligger i provinsen Ilam, i den västra delen av landet, 500 km sydväst om huvudstaden Teheran. Dūl Golāb ligger 932 meter över havet och antalet invånare är 355.
Terrängen runt Dūl Golāb är kuperad åt nordost, men åt sydväst är den bergig. Runt Dūl Golāb är det ganska glesbefolkat, med 42 invånare per kvadratkilometer. Närmaste större samhälle är Badreh, 11,1 km väster om Dūl Golāb. Omgivningarna runt Dūl Golāb är i huvudsak ett öppet busklandskap.